# Font de l'Avi
La font de l'Avi és una font del municipi de Calders (Moianès) inclosa en l'Inventari del Patrimoni Arquitectònic de Catalunya.

## Descripció
L'indret, prop del riu, està format per la font, un mur amb 4 arcades que l'ornamenta i una placeta amb bancs i taules. S'hi accedeix per una escala de pedra. El brollador, de metall, representa un peix que treu l'aigua per la boca. Al damunt de la font hi ha explicats els components minerals de l'aigua en rajoles. En el mateix mur hi ha quatre arcades. A l'interior de cada arc hi ha unes rajoles policromes que representen escenes populars i que estan signades per Uró. S'hi representa d'esquerra a dreta; la caça, la pesca, la sardana i el berenar.

## Història
Aquesta font, tot i que deuria ésser coneguda amb anterioritat, va ésser construïda l'any 1934 per la família Jorba, els amos de la colònia industrial situada allà mateix. Es va fer en memòria de Pere Jorba i Gassó, mort el 1927, promotor de la colònia; per aquest motiu se l'anomena font de l'avi. És una font de gran anomenada a la comarca.